# Feofán Galinszkij
Feofán (orosz betűkkel: Архиепископ Феофан; született Oleg Ivanovics Galinszkij, Олег Иванович Галинский; Bila Cerkva, Ukrán SzSzK, 1954. július 8. – Berlin, Németország, 2017. szeptember 11.) berlini és németországi érsek, a Moszkvai Pátriárkátus külügyi osztályának vezetője.
Gyermekkorától fogva az orosz ortodox egyház lelkiségében nevelkedett, majd 23 éves korában elnyerte a papság szentségét. Szolgálat után 1977-1986 között a Leningrádi Teológiai Szeminárium és Akadémia tanára volt.
1996 és 1999 között a Magyar Ortodox Esperesség kormányzó főpásztora volt.
Nyugvóhelyéül – végakaratának megfelelően – a tegeli orosz temetőt jelölték ki.